# 이시카리강
이시카리강(石狩川)은 일본 홋카이도의 강이다. 길이는 268 km로, 홋카이도에서는 제일 길고 일본에서는 3번째로 길다. 유역 면적은 14,330 km2 로 일본에서 두 번째로 크다.
강은 이시카리산에서 발원해 아사히카와시와 삿포로시를 통과해 흐른다. 주요 지류로는 주베쓰강, 우류강, 소라치강, 도요히라강이 있다. 4만년 전까지는 태평양쪽의 도마코마이시로 흘렀으나, 시코쓰산의 분화 때 흘러내린 용암으로 유로가 막히면서 하구가 동해쪽으로 옮겨지게 되었다.
강의 이름은 아이누어로 '구부러진 강'을 의미한다. 이로 볼 때 강은 이시카리평야를 굽이쳐 흘렀으며 그 길이는 일본에서 가장 긴 강인 시나노강과 비슷했을 것으로 생각된다. 대규모의 유로 직선화 공사로 강의 길이는 100 km가량 짧아졌으며 많은 우각호가 생성되었다.
홋카이도 제1의 장류(長流)로 이시카리 산지에 수원(水源)을 가지며 가미카와 분지(上川盆地)·이시카리평야를 흘러 수많은 지류를 합하여 이시카리평야 사이에서 유바리 산지(夕張山地)를 횡단해 급류와 활석사문암(滑石蛇紋岩)의 계곡미(溪谷美)로 알려진 가미고담(神居古潭)의 협곡을 형성하고 있다.